# Manchester United Football Club 1995-1996
Questa voce raccoglie le informazioni riguardanti il Manchester United Football Club nelle competizioni ufficiali della stagione 1995-1996.

## Maglie e sponsor
| Casa | Trasferta | Terza divisa |

## Rosa
| N. |                        | Ruolo | Calciatore       |
| -- | ---------------------- | ----- | ---------------- |
| 1  | Danimarca (bandiera)   | P     | Peter Schmeichel |
| 2  | Inghilterra (bandiera) | D     | Paul Parker      |
| 3  | Irlanda (bandiera)     | D     | Denis Irwin      |
| 4  | Inghilterra (bandiera) | D     | Steve Bruce      |
| 5  | Inghilterra (bandiera) | C     | Lee Sharpe       |
| 6  | Inghilterra (bandiera) | D     | Gary Pallister   |
| 7  | Francia (bandiera)     | A     | Éric Cantona     |
| 9  | Scozia (bandiera)      | A     | Brian McClair    |
| 11 | Galles (bandiera)      | C     | Ryan Giggs       |
| 12 | Inghilterra (bandiera) | D     | David May        |
| 13 | Inghilterra (bandiera) | P     | Tony Coton       |
| 15 | Inghilterra (bandiera) | A     | Greame Tomlinson |
| 16 | Irlanda (bandiera)     | C     | Roy Keane        |
| 17 | Inghilterra (bandiera) | A     | Andy Cole        |

| N. |                             | Ruolo | Calciatore       |
| -- | --------------------------- | ----- | ---------------- |
| 18 | Galles (bandiera)           | C     | Simon Davies     |
| 19 | Inghilterra (bandiera)      | C     | Nicky Butt       |
| 20 | Inghilterra (bandiera)      | D     | Gary Neville     |
| 21 | Irlanda del Nord (bandiera) | D     | Pat McGibbon     |
| 22 | Inghilterra (bandiera)      | C     | Paul Scholes     |
| 23 | Inghilterra (bandiera)      | D     | Phil Neville     |
| 24 | Inghilterra (bandiera)      | C     | David Beckham    |
| 25 | Inghilterra (bandiera)      | P     | Kevin Pilkington |
| 26 | Inghilterra (bandiera)      | D     | Chris Casper     |
| 27 | Inghilterra (bandiera)      | C     | Terry Cooke      |
| 29 | Inghilterra (bandiera)      | C     | Ben Thornley     |
| 30 | Inghilterra (bandiera)      | D     | John O'Kane      |
| 31 | Francia (bandiera)          | D     | William Prunier  |

## Risultati

### FA Premier League

#### Girone Di Andata
| Arbitro: | Hart (Darlington) |

|                                 |           |             |
| Taylor 14’ Draper 27’ Yorke 37’ | Marcatori | 84’ Beckham |

| Arbitro: | Gallagher (Banbury) |

|                       |           |                  |
| Scholes 50’ Keane 67’ | Marcatori | 56’ (aut.) Bruce |

| Arbitro: | Durkin (Portland) |

|                         |           |           |
| Keane 27’, 80’ Cole 60’ | Marcatori | 65’ Earle |

| Arbitro: | Elleray (Harrow on the Hill) |

|             |           |                        |
| Shearer 59’ | Marcatori | 46’ Sharpe 67’ Beckham |

| Arbitro: | Poll (Tring) |

|                        |           |                          |
| Limpar 27’ Rideout 55’ | Marcatori | 3’, 49’ Sharpe 74’ Giggs |

| Arbitro: | Dunn (Bristol) |

|                            |           |  |
| Scholes 19’, 85’ Giggs 34’ | Marcatori |  |

| Sheffield 23 settembre 1995, ore 15:00 BST 7ª giornata | Sheffield Weds    | 0 – 0 referto | Manchester Utd | Hillsborough Stadium (34.101 spett.)\| Arbitro: \| Burge (Tonypandy) \| |
| Arbitro:                                               | Burge (Tonypandy) |               |                |                                                                         |

| Arbitro: | Elleray (Harrow on the Hill) |

|                            |           |                 |
| Butt 2’ Cantona 71’ (rig.) | Marcatori | 33’, 52’ Fowler |

| Arbitro: | Dilkes |

|            |           |  |
| Scholes 4’ | Marcatori |  |

| Arbitro: | Wilkie (Chester-le-Street) |

|            |           |                                      |
| Hughes 75’ | Marcatori | 3’, 9’ Scholes 78’ Giggs 85’ McClair |

| Arbitro: | Lodge |

|                        |           |  |
| Pallister 44’ Cole 87’ | Marcatori |  |

| Arbitro: | Durkin (Portland) |

|              |           |  |
| Bergkamp 14’ | Marcatori |  |

| Arbitro: | Danson |

|                                  |           |                |
| Giggs 1’, 4’ Scholes 8’ Cole 69’ | Marcatori | 85’ Shipperley |

| Arbitro: | Burge (Tonypandy) |

|  |           |                                        |
|  | Marcatori | 28’ Irwin 47’, 76’ McClair 57’ Beckham |

| Arbitro: | Cooper |

|              |           |             |
| McGregor 18’ | Marcatori | 66’ Cantona |

| Arbitro: | Bodenham (Looe) |

|             |           |          |
| Beckham 61’ | Marcatori | 53’ Wise |

| Arbitro: | Jones (Loughborough) |

|                  |           |                            |
| Cantona 19’, 83’ | Marcatori | 59’ Bright 78’ Whittingham |

| Arbitro: | Poll (Tring) |

|                 |           |  |
| Fowler 45’, 86’ | Marcatori |  |

| Arbitro: | Gallagher (Banbury) |

|                                    |           |          |
| McAllister 7’ Yeboah 37’ Deane 73’ | Marcatori | 27’ Cole |

##### Girone di ritorno
| Arbitro: | Alcock (Halstead) |

|                   |           |  |
| Cole 6’ Keane 53’ | Marcatori |  |

| Arbitro: | Hart (Darlington) |

|                    |           |            |
| Cole 45’ Giggs 52’ | Marcatori | 68’ Dichio |

| Arbitro: | Ashby |

|                                                |           |          |
| Sheringham 35’ Campbell 45’ Armstrong 48’, 65’ | Marcatori | 36’ Cole |

| Manchester 13 gennaio 1996, ore BST 23ª giornata | Manchester Utd | 0 – 0 referto | Aston Villa | Old Trafford (42.667 spett.)\| Arbitro: \| Willard \| |
| Arbitro:                                         | Willard        |               |             |                                                       |

| Arbitro: | Lodge |

|  |           |            |
|  | Marcatori | 8’ Cantona |

| Arbitro: | Durkin (Portland) |

|                     |           |                                     |
| Gayle 68’ Euell 76’ | Marcatori | 41’ Cole 45’ Perry 70’, 81’ Cantona |

| Arbitro: | Burge (Tonypandy) |

|            |           |  |
| Sharpe 14’ | Marcatori |  |

| Arbitro: | Bodenham (Looe) |

|                     |           |  |
| Keane 30’ Giggs 82’ | Marcatori |  |

| Arbitro: | Gallagher (Banbury) |

|  |           |                                                         |
|  | Marcatori | 4’ Beckham 14’ Bruce 70’ Cole 75’, 78’ Scholes 90’ Butt |

| Arbitro: | Elleray (Harrow on the Hill) |

|  |           |             |
|  | Marcatori | 51’ Cantona |

| Arbitro: | Cooper (Pontypridd) |

|           |           |  |
| Keane 72’ | Marcatori |  |

| Arbitro: | Hart (Darlington) |

|           |           |             |
| Irwin 63’ | Marcatori | 90’ Cantona |

| Arbitro: | Ashby |

|             |           |  |
| Cantona 50’ | Marcatori |  |

| Arbitro: | Willard (Worthing) |

|             |           |  |
| Cantona 66’ | Marcatori |  |

| Arbitro: | Reed |

|                             |           |                               |
| Kavelashvili 39’ Rösler 71’ | Marcatori | 6’ Cantona 40’ Cole 77’ Giggs |

| Arbitro: | Gallagher (Banbury) |

|             |           |  |
| Cantona 47’ | Marcatori |  |

| Arbitro: | Poll (Tring) |

|                                  |           |           |
| Monkou 11’ Shipperley 23’ Le 43’ | Marcatori | 89’ Giggs |

| Arbitro: | Winter |

|                                                    |           |  |
| Scholes 40’ Beckham 44’, 55’ Giggs 69’ Cantona 90’ | Marcatori |  |

| Arbitro: | Durkin (Portland) |

|  |           |                            |
|  | Marcatori | 15’ May 54’ Cole 80’ Giggs |

### FA Cup
| Arbitro: | Dunn (Bristol) |

|                        |           |  |
| Cantona 49’ Sharpe 90’ | Marcatori |  |

| Arbitro: | Lodge (Barnsley) |

|                      |           |            |
| Cole 55’ Beckham 59’ | Marcatori | 35’ Gullit |

| Arbitro: | Gallagher (Banbury) |

|             |           |  |
| Cantona 85’ | Marcatori |  |

## Statistiche

### Statistiche di squadra
| Competizione        | Punti | In casa | In casa | In casa | In casa | In casa | In casa | In trasferta | In trasferta | In trasferta | In trasferta | In trasferta | In trasferta | Totale | Totale | Totale | Totale | Totale | Totale | DR  |
| Competizione        | Punti | G       | V       | N       | P       | Gf      | Gs      | G            | V            | N            | P            | Gf           | Gs           | G      | V      | N      | P      | Gf     | Gs     | DR  |
| ------------------- | ----- | ------- | ------- | ------- | ------- | ------- | ------- | ------------ | ------------ | ------------ | ------------ | ------------ | ------------ | ------ | ------ | ------ | ------ | ------ | ------ | --- |
| FA Premier League   | 82    | 19      | 15      | 4       | 0       | 36      | 9       | 19           | 10           | 3            | 6            | 37           | 26           | 38     | 25     | 7      | 6      | 73     | 35     | +38 |
| FA Cup              | -     | -       | -       | -       | -       | -       | -       | -            | -            | -            | -            | -            | -            | -      | -      | -      | -      | -      | -      |     |
| Football League Cup | -     | -       | -       | -       | -       | -       | -       | -            | -            | -            | -            | -            | -            | -      | -      | -      | -      | -      | -      |     |
| Totale              | -     | 19      | 15      | 4       | 0       | 36      | 9       | 19           | 10           | 3            | 6            | 37           | 26           | 38     | 25     | 7      | 6      | 73     | 35     | +38 |